# Кирсановка (Крым)
Кирса́новка (до 1948 года нас. пункт совхоза Бийгазы́; укр. Кирсанівка, крымскотат. Biy Ğazı, Бий Гъазы) — село в Нижнегорском районе Республики Крым, входит в состав Лиственского сельского поселения (согласно административно-территориальному делению Украины — Лиственского сельского совета Автономной Республики Крым).

## Население
| 2001 | 2014 |
| ---- | ---- |
| 317  | ↘299 |

Всеукраинская перепись 2001 года показала следующее распределение по носителям языка
| Язык       | Процент |
| ---------- | ------- |
| русский    | 94.95   |
| украинский | 4.1     |
| другие     | 0.95    |

### Динамика численности
| - 1805 год — 315 чел. - 1864 год — 38 чел. - 1889 год — 190 чел. - 1900 год — 167 чел. - 1915 год — 53/18 чел. - 1926 год — 66 чел. | - 1989 год — 312 чел. - 2001 год — 317 чел. - 2009 год — 317 чел. - 2014 год — 299 чел. |

## Современное состояние
На 2017 год в Кирсановке числится 3 улицы и 1 переулок; на 2009 год, по данным сельсовета, село занимало площадь 91 гектар на которой, в 114 дворах, проживало 317 человек.

## География
Кирсановка — село в центре района, в степном Крыму, на левом берегу реки Салгир в нижнем течении, высота центра села над уровнем моря — 13 м. Соседние сёла: примыкающее с юго-запада Двуречье, в полукилометре на юг — Лиственное, в 3,5 км на восток Охотское и в 200 м на север — Акимовка. Расстояние до райцентра — около 10 километров (по шоссе) на юг, там же ближайшая железнодорожная станция — Нижнегорская (на линии Джанкой — Феодосия). Транспортное сообщение осуществляется по региональной автодороге 35Н-380 Нижнегорский — Лиственное (по украинской классификации — С-0-10924).

## История
Первое документальное упоминание села встречается в Камеральном Описании Крыма… 1784 года, судя по которому, в последний период Крымского ханства Бия Газы входил в Таманский кадылык Карасъбазарскаго каймаканства. После присоединения Крыма к России (8) 19 апреля 1783 года, (8) 19 февраля 1784 года, именным указом Екатерины II сенату, на территории бывшего Крымского Ханства была образована Таврическая область и деревня была приписана к Перекопскому уезду. После Павловских реформ, с 1796 по 1802 год, входила в Перекопский уезд Новороссийской губернии. По новому административному делению, после создания 8 (20) октября 1802 года Таврической губернии, Бийгазы был включён в состав Таганашминской волости Перекопского уезда.
Согласно Ведомости о всех селениях, в Перекопском уезде состоящих с показанием в которой волости сколько числом дворов и душ… от 21 октября 1805 года, в деревне Бийгазы в 45 дворах проживало 260 крымских татар, 54 цыгана и 1 ясыр. На военно-топографической карте генерал-майора Мухина 1817 года деревня Бигазе обозначена с 35 дворами. После реформы волостного деления 1829 года Бийгазы, согласно «Ведомости о казённых волостях Таврической губернии 1829 года», отнесли к Башкирицкой волости (переименованной из Таганашминской). На карте 1836 года в деревне Бийгазы 43 двора, как и на карте 1842 года.
В 1860-х годах, после земской реформы Александра II, деревню включили в состав Владиславской волости. Согласно «Списку населённых мест Таврической губернии по сведениям 1864 года», составленному по результатам VIII ревизии 1864 года, Бийгазы — владельческая татарская деревня с 10 дворами, 38 жителями и мечетью при колодцах. По обследованиям профессора А. Н. Козловского начала 1860-х годов, в селении вода в колодцах глубиной от 1,5—3 до 5 саженей (от 2 до 10 м) была частью солоноватая, а частью солёная. Согласно «Памятной книжке Таврической губернии за 1867 год», деревня Бей газы была покинута жителями в 1860—1864 годах, в результате эмиграции крымских татар, особенно массовой после Крымской войны 1853—1856 годов, в Турцию и оставалась в развалинах. На трёхверстовой карте Шуберта 1865—1876 года деревня Бийгазы обозначена с 10 дворами. Сохранился документ о выдаче ссуды землевладелице Перекопского уезда Елизавете Лазаревне Каракаш под залог имения при деревне Бийгазы от 14 мая 1870 года. К 1886 году Владиславская волость была упразднена и в «Памятной книге Таврической губернии 1889 года», по результатам Х ревизии 1887 года, в деревне Бийгазы Байгончекской волости числилось 33 двора и 190 жителей.
После земской реформы 1890 года деревню отнесли к Ак-Шеихской волости. По «…Памятной книжке Таврической губернии на 1900 год» в деревне Бейгазы числилось 167 жителей в 12 дворах. По Статистическому справочнику Таврической губернии. Ч.II-я. Статистический очерк, выпуск пятый Перекопский уезд, 1915 год, в деревне Бийгазы Ак-Шеихской волости Перекопского уезда числилось 19 дворов (14 дворов с землёй, 9 — безземельные) со смешанным населением в количестве 53 человек приписных жителей и 18 — «посторонних», из которых 36 мужчин и 35 женщин. Жители владели 925 десятинами удобной земли. В хозяйствах имелось 50 лошадей, 24 вола, 30 коров и 300 голов мелкого скота.
После установления в Крыму Советской власти, по постановлению Крымревкома № 206 «Об изменении административных границ» от 8 января 1921 года была упразднена волостная система, Перекопский уезд переименовали в Джанкойский, в составе которого был создан Джанкойский район. В 1922 году уезды преобразовали в округа. 11 октября 1923 года, согласно постановлению ВЦИК, в административное деление Крымской АССР были внесены изменения, в результате которых округа были отменены и Джанкойский район стал основной административной единицей и село включили в его состав. Согласно Списку населённых пунктов Крымской АССР по Всесоюзной переписи 17 декабря 1926 года, в селе Бийгазы, Акимовского сельсовета Джанкойского района, числилось 8 дворов, все крестьянские, население составляло 29 человек, из них 14 татар, 13 русских и 2 армян. Также записан совхоз Бийгазы, того же сельсовета, с 18 дворами, 37 жителями (21 русский, 14 украинцев, 1 немец). На километровой карте Генштаба Красной армии 1941 года на месте села — совхоз Бибгазы. Постановлением ВЦИК «О реорганизации сети районов Крымской АССР» от 30 октября 1930 года, был создан Сейтлерский район (по другим сведениям 15 сентября 1931 года) и село включили в его состав.
После освобождения Крыма от фашистов в апреле, 12 августа 1944 года было принято постановление № ГОКО-6372с «О переселении колхозников в районы Крыма» и в сентябре 1944 года в район приехали первые новоселы (320 семей) из Тамбовской области, а в начале 1950-х годов последовала вторая волна переселенцев из различных областей Украины. С 25 июня 1946 года Бибгазы в составе Крымской области РСФСР. Указом Президиума Верховного Совета РСФСР от 18 мая 1948 года, населённый пункт совхоза Бибгазы переименовали в Кирсановку. 26 апреля 1954 года Крымская область была передана из состава РСФСР в состав УССР. Время включения в Охотский сельсовет пока не установлено: на 15 июня 1960 года село уже числилось в его составе. Время переподчинения Лиственскому сельсовету пока не установлено, ещё на 1977 год Кирсановка входила в состав Охотского сельского совета. По данным переписи 1989 года в селе проживало 312 человек. С 12 февраля 1991 года село в восстановленной Крымской АССР, 26 февраля 1992 года переименованной в Автономную Республику Крым. С 21 марта 2014 года в составе Крыма аннексирована Россией.